# Brian Henderson
Brian Henderson (* 22. November 1986 in Amiens) ist ein französisch-kanadischer Eishockeyspieler, der seit 2010 bei den Ducs d’Angers in der Ligue Magnus unter Vertrag steht. Sein Vater Dave Henderson war ebenfalls ein professioneller Eishockeyspieler. 

## Karriere
Brian Henderson wurde in Amiens geboren, als sein aus Kanada stammender Vater dort als Eishockeyprofi aktiv war. Dort begann auch er seine Karriere als Eishockeyspieler in der Nachwuchsabteilung des HC Amiens Somme. Zwischenzeitlich spielte er in der Saison 2006/07 für die kanadische Juniorenmannschaft Orleans Blues in der Canadian Junior Hockey League. Zur Saison 2007/08 kehrte der Center nach Amiens zurück und spielte drei Jahre lang für die Profimannschaft des HC Amiens Somme in der Ligue Magnus, der höchsten französischen Spielklasse. 
Zur Saison 2010/11 wurde der französische Nationalspieler von Amien's Ligarivalen Ducs d’Angers verpflichtet, für den er seither spielt. 

### International
Für Frankreich nahm Henderson im Juniorenbereich ausschließlich an der U20-Junioren-B-Weltmeisterschaft 2006 teil. Im Seniorenbereich stand er im Aufgebot seines Landes bei den A-Weltmeisterschaften 2010 und 2011. 